# Station Naharia
Station Naharia (Hebreeuws: תחנת רכבת נהריה, Takhanat Rakevet Naharia) is een treinstation in de Israëlische plaats Naharia.
Het is het noordelijkste station van Israël en tevens het noordelijke eindpunt van de langs de kust lopende Noord-Zuidlijn.
Het station is gelegen aan de Gaäton Boulevard, de hoofdstraat van Naharia aan de rivier de Gaäton.
De eerste diensten begonnen op 1 juni 1945, nog in de tijd van het mandaatgebied Palestina.
| Eindbestemming   | Vorig station | Lijn                 | Volgend station | Eindbestemming |
| ---------------- | ------------- | -------------------- | --------------- | -------------- |
| Beersjeva-Center | Akko          | Naharia «» Beersjeva | eindpunt        | eindpunt       |